# Campionato sudamericano di rugby 2015
Il campionato sudamericano di rugby 2015 (in spagnolo Sudamericano de Rugby 2015; in portoghese Campeonato Sul-Americano de Rugby de 2015) fu il 37º campionato continentale del Sudamerica di rugby a 15.
Come l'anno precedente, fu strutturato in due fasi: una prima, che servì a designare gli sfidanti della squadra campione 2015 nell'edizione successiva, e una seconda, chiamata CONSUR Cup, in cui le due migliori classificate della prima fase del 2014, Uruguay e Paraguay, incontrarono l'Argentina campione in carica.
Il Sudamericano fu vinto dal Cile, alla sua prima affermazione, mentre la CONSUR Cup fu appannaggio dell'Argentina, campione continentale per la trentaseiesima volta, l'Argentina.
Lo stesso Cile e l'Uruguay si qualificarono per la CONSUR Cup dell'anno successivo.
Il Sudamericano "B" si tenne a Lima, in Perù, e fu vinto dalla Colombia; questa dovette spareggiare contro il Brasile, ultimo classificato del Sudamericano "A", per il posto in massima categoria; l'incontro si tenne a San Paolo e fu vinto 44-0 dalla selezione verdeoro che, così, evitò la retrocessione.
Il Sudamericano "C" ebbe luogo a San Salvador e fu vinto dal Guatemala.
Nel play-out tra l'ultima del Sudamericano "B" e la vincente del torneo "C" fu l'Ecuador a battere 25-24 il Guatemala a Guayaquil e quindi evitare la discesa nella categoria inferiore.
Nel periodo intercorrente tra la fine del Sudamericano "A" e l'inizio del torneo "B", la Confederación Sudamericana de Rugby cambiò ufficialmente il proprio nome in Sudamérica Rugby.
Il valore delle marcature, come stabilito dall’IRFB nel 1992, era: 5 punti per ciascuna meta (7 se trasformata), 3 punti per la realizzazione di ciascun calcio piazzato, idem per il drop.
Per tutte le divisioni del torneo il sistema previde 3 punti per la vittoria, 2 per il pareggio, 1 per la sconfitta e zero per il forfait.

## Squadre partecipanti
| Sudamericano “A” | Sudamericano “B” | Sudamericano “C” |
| ---------------- | ---------------- | ---------------- |
| Argentina        | Colombia         | Costa Rica       |
| Brasile          | Ecuador          | Guatemala        |
| Cile             | Perù             | Panama           |
| Paraguay         | Venezuela        | El Salvador      |
| Uruguay          |                  |                  |

## Sudamericano "A"

### Prima fase
| Arbitro: | Henrique Platais |

| |      |             |
| Alonso 1’ Bulanti 4’ Etcheverry 14’, 28’ Durán 20’ Gibernau 35’, 52’ Román 37’ Kessler 56’ Arboleya 61’ Leivas 80’ | mt   |             |
| Etcheverry 1’, 4’, 14’, 20’, 28’, 35’, 37’, 52’, 56’, 61’, 80’                                                     | tr   |             |
| | c.p. | 68’ Cuttier |

| Arbitro: | Jason Mola |

|                                                              |      |                    |
| Blengio 17’ Silva 39’ Gibernau 69’, 76’ Alonso 75’ Durán 80’ | mt   |                    |
| Etcheverry 39’ Blengio 69’, 75’                              | tr   |                    |
| Etcheverry 1’, 31’ Blengio 59’, 65’                          | c.p. | 6’, 26’, 29’ Grilo |

| Arbitro: | Alejandro Longres |

|                                   |      |             |
| Zunino 69’ Hurtado 79’            | mt   |             |
| Valderrama 69’, 79’               | tr   |             |
| Valderrama 4’, 20’, 23’, 26’, 62’ | c.p. | 30’ Morales |
| Onetto 34’                        | drop |             |

| Arbitro: | Claudio Antonio |

|                            |      |                                                   |
| Bareiro 2’, 27’ Chávez 30’ | mt   | 2’ Fernández 20’ Cabrera 40+1’ Ayarza 47’ Perrota |
| Alvarenga 27’, 30’         | tr   | 2’, 20’, 40+1’ Valderrama                         |
| Alvarenga 35’, 58’         | c.p. | 44’, 51’, 63’ Valderrama                          |

| Arbitro: | Francisco González |

|                    |      |                           |
| Tavares 17’        | mt   | 39’ Alvarenga 47’ Montiel |
|                    | tr   | 40’, 47’ Alvarenga        |
| Grilo 8’ Rodox 76’ | c.p. | 43’, 78’ Alvarenga        |

| Arbitro: | Mauro Rivera |

|                                   |      |                      |
| Onetto 8’ Perrotta 37’ Zunino 54’ | mt   | 4’ Prada 69’ tecnica |
| Valderrama 8’, 38’, 55’           | tr   | 70’ Durán            |
| Urroz 14’ Valderrama 31’, 35’     | c.p. | 70’ Etcheverry       |

#### Classifica prima fase
| Pos | Squadra  | G | V | N | P | PF  | PS  | DP  | Pt |
| --- | -------- | - | - | - | - | --- | --- | --- | -- |
| 1   | Cile     | 3 | 3 | 0 | 0 | 97  | 43  | +54 | 9  |
| 2   | Uruguay  | 3 | 2 | 0 | 1 | 140 | 42  | +98 | 7  |
| 3   | Paraguay | 3 | 1 | 0 | 2 | 48  | 123 | −75 | 5  |
| 4   | Brasile  | 3 | 0 | 0 | 3 | 23  | 100 | −77 | 3  |

### CONSUR Cup
| Arbitro: | Joaquín Montes |

|                         |      |                                                                              |
| Leivas 55’              | mt   | 9’ Isa 25’ Landajo 30’ Cortese 41’ tecnica 52’ González Iglesias 67’ Novillo |
|                         | tr   | 25’, 41’, 67’ González Iglesias                                              |
| Etcheverry 3’, 17’, 21’ | c.p. |                                                                              |

| Arbitro: | Federico Cuesta |

|             |    | |
| Ortiz 79’   | mt | 11’, 30’, 47’ Cordero 16’, 27’ De la Fuente 21’ Carrió 39’ Paz 44’ Iglesias Valdez 51’ Montoya 68’ Lezana 83’ Ahualli de Chazal |
| Cuttier 79’ | tr | 27’, 30’, 39’, 44’, 47’, 51’ Novillo 68’, 83’ González Iglesias                                                                 |

#### Classifica CONSUR Cup
| Pos | Squadra   | G | V | N | P | PF  | PS  | DP   | Pt |
| --- | --------- | - | - | - | - | --- | --- | ---- | -- |
| 1   | Argentina | 2 | 2 | 0 | 0 | 107 | 21  | +86  | 6  |
| 2   | Uruguay   | 2 | 1 | 0 | 1 | 91  | 39  | +52  | 4  |
| 3   | Paraguay  | 2 | 0 | 0 | 2 | 10  | 148 | −138 | 2  |

## Sudamericano “B”

### Risultati
| Data       | Incontro             | Risultato | Sede |
| ---------- | -------------------- | --------- | ---- |
| 8-11-2015  | Colombia ― Ecuador   | 77-13     | Lima |
| 8-11-2015  | Perù ― Venezuela     | 24-10     | Lima |
| 11-11-2015 | Colombia ― Venezuela | 33-5      | Lima |
| 11-11-2015 | Perù ― Ecuador       | 30-0      | Lima |
| 14-11-2015 | Venezuela ― Ecuador  | 42-11     | Lima |
| 14-11-2015 | Colombia ― Perù      | 28-15     | Lima |

### Classifica
|  | Classifica | G | V | N | P | PF  | PS  | P±   | PT |
|  | ---------- | - | - | - | - | --- | --- | ---- | -- |
|  | Colombia   | 3 | 3 | 0 | 0 | 138 | 33  | +105 | 9  |
|  | Perù       | 3 | 2 | 0 | 1 | 69  | 38  | +31  | 7  |
|  | Venezuela  | 3 | 1 | 0 | 2 | 57  | 68  | -11  | 5  |
|  | Ecuador    | 3 | 0 | 0 | 3 | 24  | 149 | -125 | 3  |

## Play-outSudamericano "A" / "B"
| Arbitro: | Joaquín Montes |

|                                                |      |  |
| N. Smith Giantorno Sancery (2) Cremer Coghetto | mt   |  |
| Tranquez (3) L. Duque                          | tr   |  |
| Tranquez (2)                                   | c.p. |  |

## Sudamericano “C”

### Risultati
| Data       | Incontro                 | Risultato | Sede         |
| ---------- | ------------------------ | --------- | ------------ |
| 6-12-2015  | El Salvador ― Panama     | 32-0      | San Salvador |
| 6-12-2015  | Guatemala ― Costa Rica   | 19-17     | San Salvador |
| 9-12-2015  | Guatemala ― Panama       | 73-12     | San Salvador |
| 9-12-2015  | El Salvador ― Costa Rica | 14-26     | San Salvador |
| 12-12-2015 | Costa Rica ― Panama      | 93-3      | San Salvador |
| 12-12-2015 | Guatemala ― El Salvador  | 26-8      | San Salvador |

### Classifica
|  | Classifica  | G | V | N | P | PF  | PS  | P±   | PT |
|  | ----------- | - | - | - | - | --- | --- | ---- | -- |
|  | Guatemala   | 3 | 3 | 0 | 0 | 118 | 37  | +81  | 9  |
|  | Costa Rica  | 3 | 2 | 0 | 1 | 136 | 36  | +100 | 7  |
|  | El Salvador | 3 | 1 | 0 | 2 | 54  | 52  | +2   | 5  |
|  | Panama      | 3 | 0 | 0 | 3 | 15  | 198 | -183 | 3  |